# Haenyo
Les Haenyeo (littéralement femmes de la mer, 해녀) sont des femmes plongeuses en apnée originaires de la province du Jeju-do, une île du sud de la Corée. Elles sont représentatives de la structure matriarcale de cette province.

## Histoire
Jusqu'au XIXe siècle, plonger était principalement une activité d'homme. Ce travail commença à ne plus être profitable lorsque les hommes durent payer de lourdes taxes pour cela, alors que ce n'était pas le cas des femmes. Les femmes se chargèrent de la plongée (qui était considérée comme la plus basse des tâches) et, en raison de la grande dépendance du Jeju pour les produits de la mer, devinrent la principale source de revenu des familles. Ainsi, elles devinrent du coup les « chefs » de leur famille. Sur l'île de Mara, où les produits de la mer constituaient presque la seule source de revenu avant l'apparition du tourisme, le rôle des sexes fut complètement inversé. Souvent les hommes s'occupaient des enfants et des courses pendant que les femmes rapportaient de l'argent au foyer.
Cette évolution était en contradiction avec le confucianisme coréen, dans lequel les femmes sont traditionnellement traitées comme inférieures. En conséquence, les administrateurs de Séoul essayèrent (sans succès) d'interdire aux femmes de plonger, pour la raison officielle qu'elles exposaient leur peau nue en mer.
Les Haenyeo sont des plongeuses expérimentées, connues pour être capables de retenir leur souffle pendant plus de deux minutes et de plonger à des profondeurs environnant les vingt mètres. Elles doivent également tenir compte des dangers que représentent les requins et les méduses.
À partir de la fin des années 1970, l'exportation vers le Japon de produits de la mer tels que les haliotis et les conques rendit les femmes de la mer plus riches que jamais, et leur permit de réparer leur maison, d'en construire de nouvelles dans la ville de Jeju et d'envoyer leurs filles à l'école. Pourtant ceci contribue à la disparition de cette activité, car leur filles préfèrent travailler dans l'industrie du tourisme de l'île ou dans les grandes villes. Alors qu'en 1950, il y avait environ 30 000 haenyo sur l'île, en 2003 elles sont seulement 5 650 femmes de la mer, dont 85 % ont plus de cinquante ans. Avec le nombre de haenyo déclinant, et le tourisme qui donne aux hommes du Jeju plus d'opportunités, le futur du statut de leurs filles dans la communauté et la famille est incertain, et il semble incertain que ce type de société matriarcale perdure.
Le 1er décembre 2016, leur activité est inscrite au patrimoine culturel immatériel de l'humanité de l’Unesco.

## Galerie

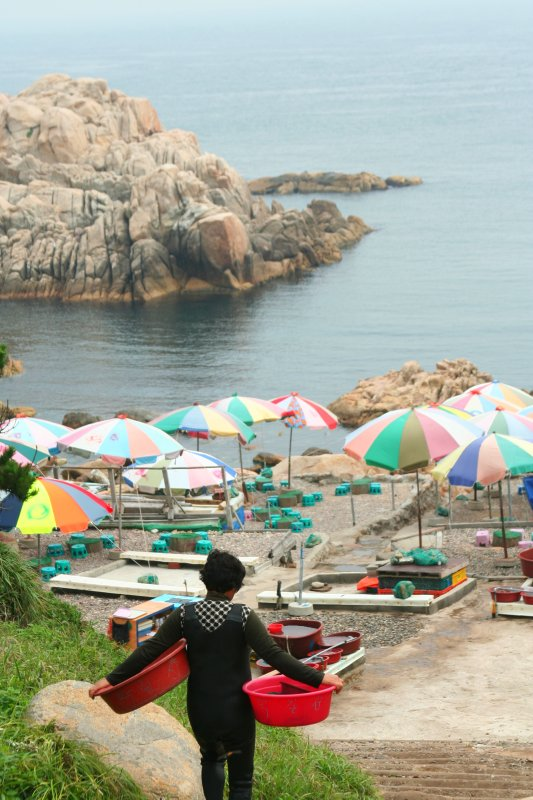
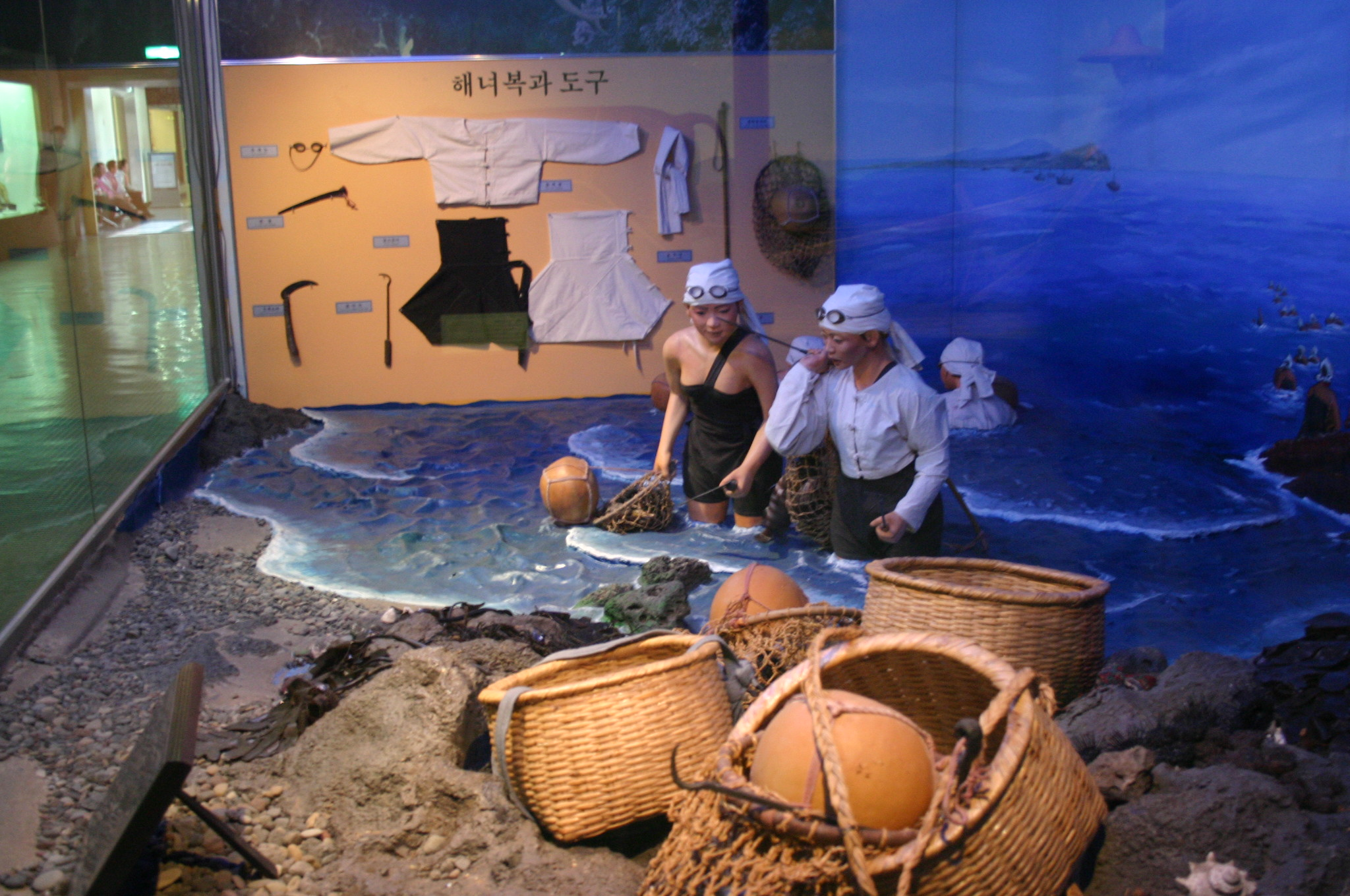
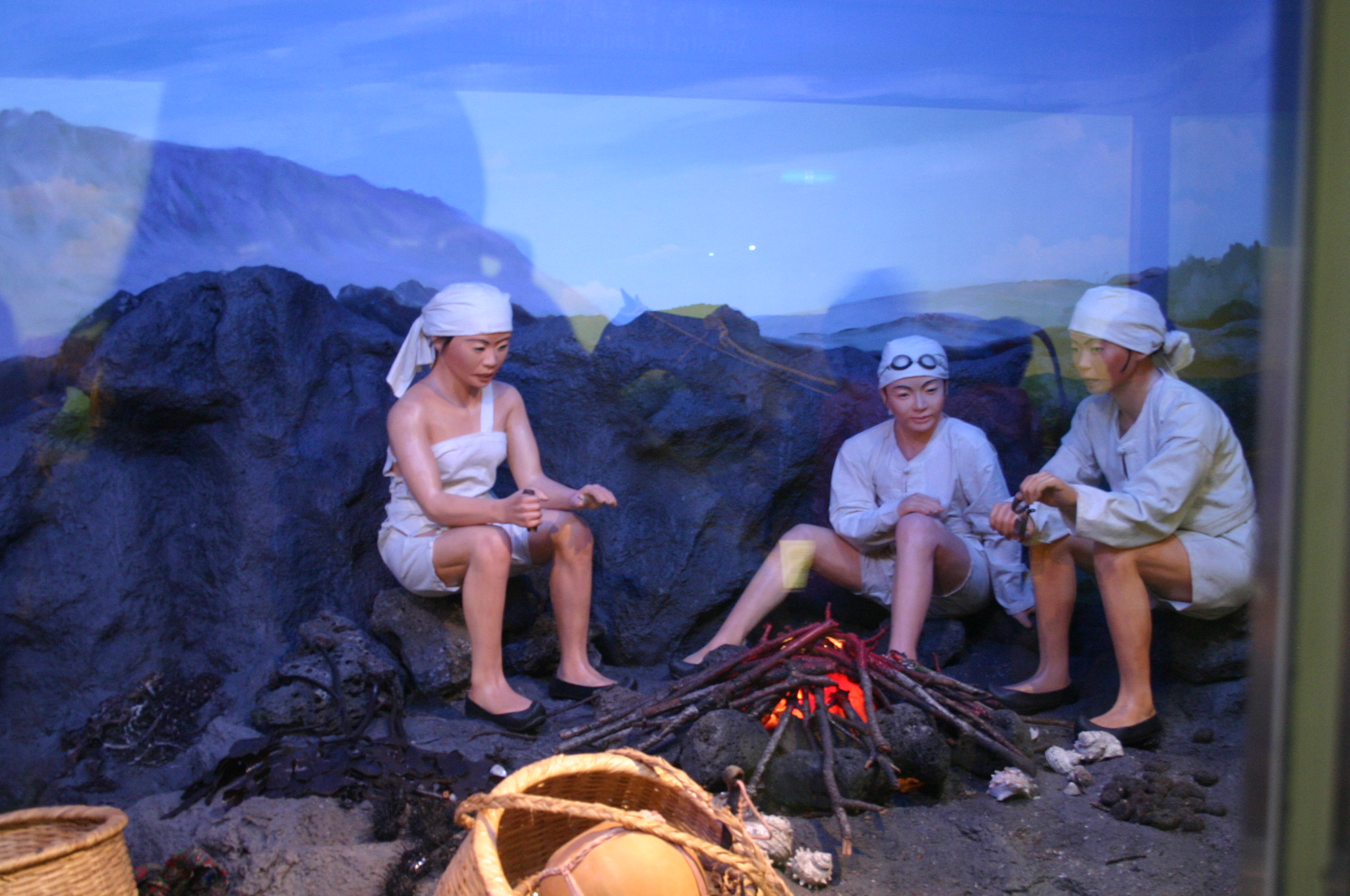
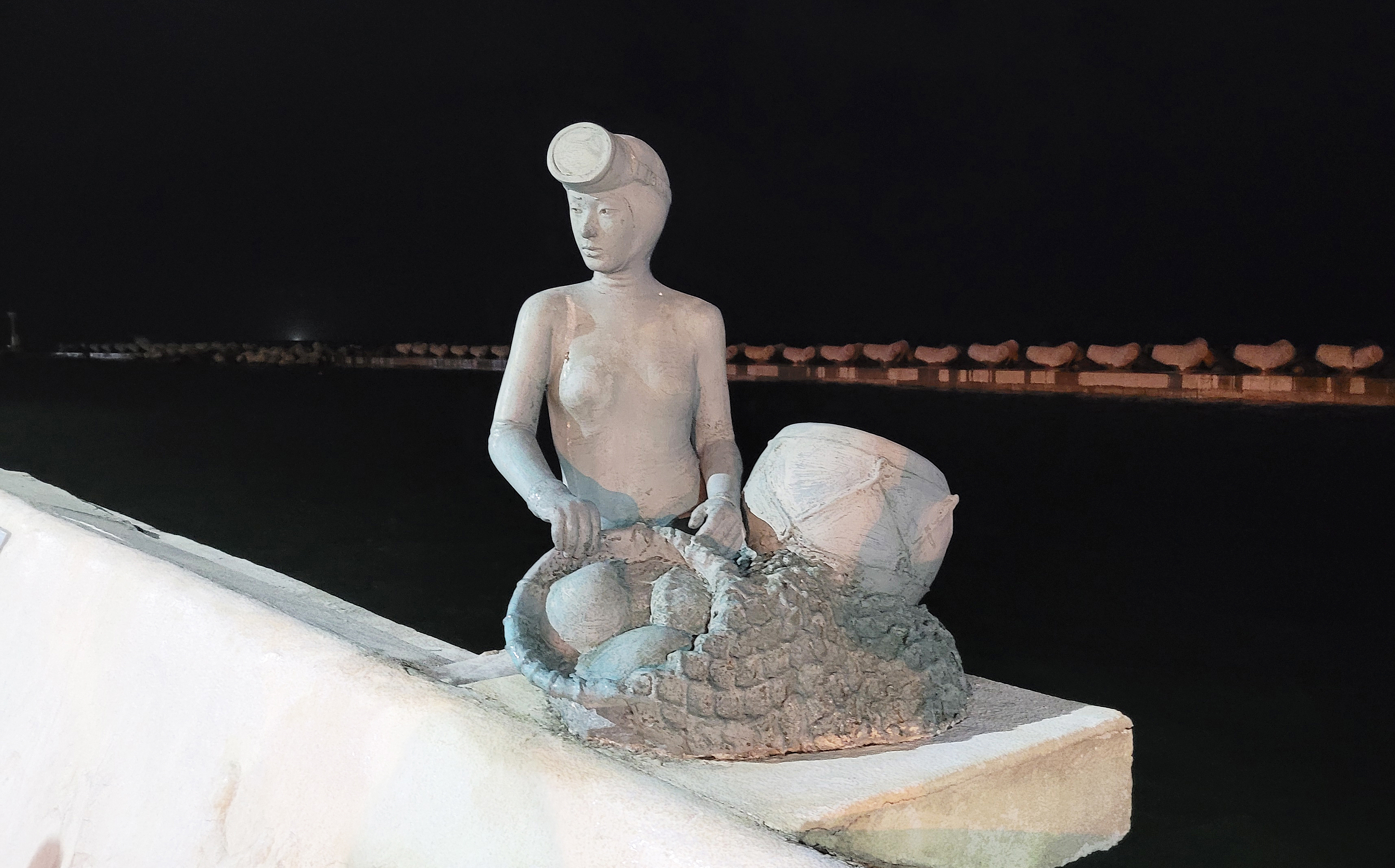

## Documentaires
- Le documentaire La Mer, réalisé par Ebbo Demant en 2006 parle entre autres des Haenyeo.
- 2016 : Corée : Les Femmes de la mer de Hee-Young Ko (Corée du Sud), 51 minutes[2]

## Dans la culture populaire
Les haenyeo sont présentes dans plusieurs séries coréennes, par exemple Our Blues (en) (2022) et Retour à Samdal-ri (2023-2024). Dans ces deux séries, leur pratique est un élément notable du scénario. On peut croiser des haenyeo dans d'autres séries se déroulant à Jeju, mais de manière plus anecdotique (par exemple Warm and Cozy (2015) et La vie portera ses fruits (2025)).
Le roman L'Île des femmes de la mer de Lisa See, se déroule de 1930 à 2000, sur l'île de Jeju, parmi les haenyos.